# David Schellenschmidt

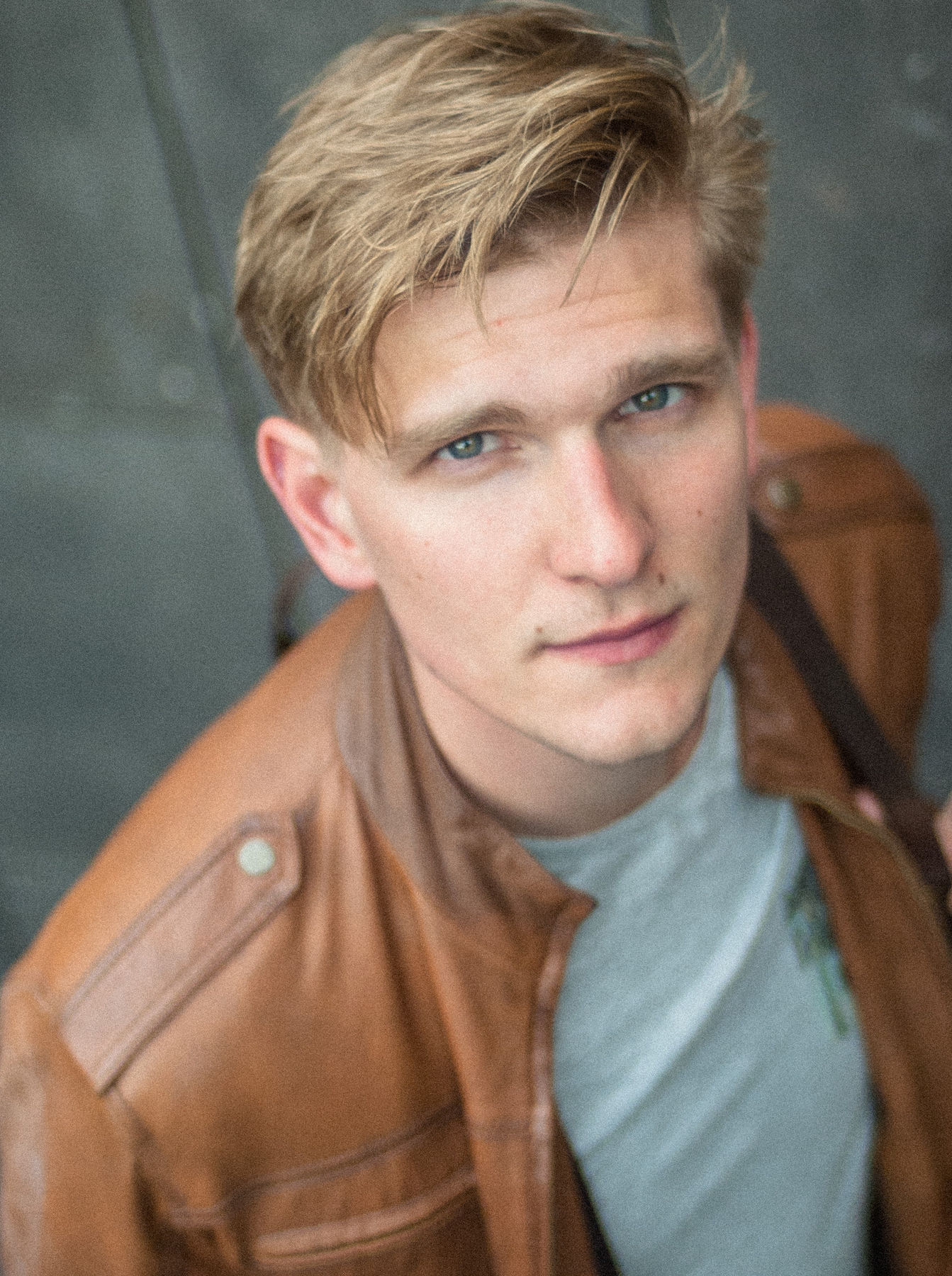
David Schellenschmidt (2016)

David Schellenschmidt (* 1989 in Berlin-Lichtenberg, bürgerlich David Sebastian Schellenberg) ist ein deutscher Theater- und Filmschauspieler.

## Leben
Schellenschmidt studierte von 2010 bis 2014 an der Hochschule für Schauspielkunst „Ernst Busch“ Berlin.
Während des Studiums arbeitete er unter anderem mit den Regisseuren Dimiter Gotscheff, René Pollesch und Jutta Hoffman zusammen. Parallel zum Schauspielstudium spielte er bereits an der Schaubühne Berlin und dem Theater am Rand von Thomas Rühmann und Tobias Morgenstern. Im Zusammenhang mit den Protesten um den Neubau der „Ernst Busch“ in der Zinnowitzer Straße störte er die Live-Sendung Günther Jauch vom 6. Mai 2012 und verschaffte dem Anliegen damit bundesweite Aufmerksamkeit.
Nach dem Schauspielstudium wurde er festes Ensemblemitglied am Staatstheater Mainz und spielte dort von 2014 bis 2016. Er verkörperte unter anderem die Rolle des Johann in der Uraufführung von Anna Seghers Kopflohn, die unter der Regie von KD Schmidt und Dramatisierung von Dirk Laucke zu den Ruhrfestspielen eingeladen wurde. Am Staatstheater Mainz arbeitete auch mit den Regisseuren Jan-Christoph Gockel, Jakob Ahlbom und Klaus Schumacher zusammen.
2016 kehrte Schellenschmidt nach Berlin zurück und gründete die Theatergenossenschaft Traumschüff. Dabei handelt es sich um ein mobiles Theaterschiff, das vor allem ländliche Regionen in Brandenburg, Sachsen-Anhalt und Mecklenburg-Vorpommern bespielt. Die Genossenschaft behandelt gesellschaftspolitische Themen der angesteuerten Regionen und schreibt ihre Stücke anhand lokaler Recherchen selbst. Bei der Traumschüff eG führte er in den Produktionen Bibergeil und Treue Hände Regie.
Neben der Theaterarbeit wirkt er auch in verschiedenen Fernsehfilmen und TV-Serien mit.

## Filmografie
- 2012: Krimi.de (Fernsehserie, eine Folge)
- 2013: Lindenstraße (Fernsehserie, drei Folgen)
- 2014: Región 16 (Kurzfilm)
- 2014: Akte Ex (Fernsehserie, eine Folge)
- 2015: Es war feucht, dunkel und roch nach Holz (Kurzfilm)
- 2015: Hingabe
- 2017: Deckname Jenny (Spielfilm)
- 2018: Soko Wismar (Fernsehserie, eine Folge)
- 2018: Soko Leipzig (Fernsehserie, eine Folge)
- 2019: Die Nachtschwestern  (Fernsehserie, eine Folge)